# Bernard II d'Armagnac
Pour les articles homonymes, voir Bernard II et Bernard d'Armagnac.
Bernard II Tumapaler, mort après 1064, fut comte d'Armagnac de 1020 à 1061 et comte de Gascogne de 1039 à 1062. Il est le fils du comte d'Armagnac Géraud Ier Trancaléon (Tranchelion) et d'Adalais, fille de Guillaume V le Grand, duc d'Aquitaine et comte de Poitiers, et de sa deuxième femme, Brisque, héritière du duché de Gascogne. Son surnom de Tumapaler ou Tumopaillès (peut-être : amasse-paille en gascon) s’appliquait à un homme sombre et taciturne,.
Après la mort sans postérité du duc Eudes de Poitiers, il est reconnu comme comte de Gascogne. En 1040 il entre en possession du comté de Gascogne, c'est-à-dire de la partie occidentale de la Gascogne. Mais il ne peut obtenir le comté de Bordeaux et le titre de duc de Gascogne qui reviennent à Guy-Geoffroy en 1044, demi-frère du duc Eudes et le second mari de sa veuve.
Il dote richement le monastère de Saint-Mont, près de Riscle, qui avait été fondé en 1036.
En 1058, Guy-Geoffroy ayant hérité du comté de Poitiers et du duché d'Aquitaine lui conteste le comté d'Armagnac.
Vers 1060, il lutte avec l'archevêque d'Auch, saint Austinde, partisan des ducs d'Aquitaine, pour le contrôle de la région. L'archevêque fonde à cette époque la ville de Nogaro où il élève une église et un cloître ayant pour but d'y réunir les assemblées ecclésiastiques à la place du monastère de Saint-Mont.
Il essuie en 1063 une défaite face à Guy-Geoffroy de Poitiers, comte de Bordeaux et d'Agen (futur Guillaume VIII d'Aquitaine) à la bataille de La Castelle (entre Cazères et Grenade-sur-l'Adour), et est obligé de lui vendre 15 000 sous les droits à la Gascogne.
En 1063, après sa défaite à la bataille de La Castelle, il remet le comté d'Armagnac à son fils Géraud. Il se retire à l'abbaye de Cluny ou il prend la tonsure, puis au monastère de Saint-Mont, près de Riscle, où il meurt, probablement après 1079. L'année de sa mort reste inconnue, des dates différentes sont proposées : de 1064 jusqu'à 1090.
De son épouse Ermengarde, épousée en 1035, il avait eu :
- Géraud II († 1095) ;
- Arnaud-Bernard († 1080), comte d'Armagnac associé.

## Succession de Vasconie
|                                              |                                              |                                              |                                              |                                              |                                              |                                                                  |                                                                  | Guillaume-Sanche duc de Gascogne (961-996)                       |                                                                  |                                                                  |                                                                  |                                              |                                              |  |  |                                 |                                 |                                                                  |                                                                  |                                                                  |                                                                  |                                                                  |                                                                  |                                        |                                        |                                              |                                              |                                              |                                              |                                              |                                              |                                             |                                             |                                               |                                               |                                               |                                               |                                               |                                               |  |  |                                                                            |                                                                            |                                                                            |                                                                            |                                                                            |                                                                            |
|                                              |                                              |                                              |                                              |                                              |                                              |                                                                  |                                                                  |                                                                  |                                                                  |                                                                  |                                                                  |                                              |                                              |  |  |                                 |                                 |                                                                  |                                                                  |                                                                  |                                                                  |                                                                  |                                                                  |                                        |                                        |                                              |                                              |                                              |                                              |                                              |                                              |                                             |                                             |                                               |                                               |                                               |                                               |                                               |                                               |  |  |                                                                            |                                                                            |                                                                            |                                                                            |                                                                            |                                                                            |
|                                              |                                              |                                              |                                              |                                              |                                              |                                                                  |                                                                  |                                                                  |                                                                  |                                                                  |                                                                  |                                              |                                              |  |  |                                 |                                 |                                                                  |                                                                  |                                                                  |                                                                  |                                                                  |                                                                  |                                        |                                        |                                              |                                              |                                              |                                              |                                              |                                              |                                             |                                             |                                               |                                               |                                               |                                               |                                               |                                               |  |  |                                                                            |                                                                            |                                                                            |                                                                            |                                                                            |                                                                            |
| Bernard-Guillaume duc de Gascogne (996-1009) | Bernard-Guillaume duc de Gascogne (996-1009) | Bernard-Guillaume duc de Gascogne (996-1009) | Bernard-Guillaume duc de Gascogne (996-1009) | Bernard-Guillaume duc de Gascogne (996-1009) | Bernard-Guillaume duc de Gascogne (996-1009) |                                                                  |                                                                  | Sanche-Guillaume duc de Gascogne (1009-1032)                     | Sanche-Guillaume duc de Gascogne (1009-1032)                     | Sanche-Guillaume duc de Gascogne (1009-1032)                     | Sanche-Guillaume duc de Gascogne (1009-1032)                     | Sanche-Guillaume duc de Gascogne (1009-1032) | Sanche-Guillaume duc de Gascogne (1009-1032) |  |  | 2) Brisque de Gascogne († 1018) | 2) Brisque de Gascogne († 1018) | 2) Brisque de Gascogne († 1018)                                  | 2) Brisque de Gascogne († 1018)                                  | 2) Brisque de Gascogne († 1018)                                  | 2) Brisque de Gascogne († 1018)                                  |                                                                  |                                                                  | Guillaume V duc d'Aquitaine (995-1030) | Guillaume V duc d'Aquitaine (995-1030) | Guillaume V duc d'Aquitaine (995-1030)       | Guillaume V duc d'Aquitaine (995-1030)       | Guillaume V duc d'Aquitaine (995-1030)       | Guillaume V duc d'Aquitaine (995-1030)       |                                              |                                              | 1) Almodis de Limoges 3) Agnès de Bourgogne | 1) Almodis de Limoges 3) Agnès de Bourgogne | 1) Almodis de Limoges 3) Agnès de Bourgogne   | 1) Almodis de Limoges 3) Agnès de Bourgogne   | 1) Almodis de Limoges 3) Agnès de Bourgogne   | 1) Almodis de Limoges 3) Agnès de Bourgogne   |                                               |                                               |  |  |                                                                            |                                                                            |                                                                            |                                                                            |                                                                            |                                                                            |
| Bernard-Guillaume duc de Gascogne (996-1009) | Bernard-Guillaume duc de Gascogne (996-1009) | Bernard-Guillaume duc de Gascogne (996-1009) | Bernard-Guillaume duc de Gascogne (996-1009) | Bernard-Guillaume duc de Gascogne (996-1009) | Bernard-Guillaume duc de Gascogne (996-1009) |                                                                  |                                                                  | Sanche-Guillaume duc de Gascogne (1009-1032)                     | Sanche-Guillaume duc de Gascogne (1009-1032)                     | Sanche-Guillaume duc de Gascogne (1009-1032)                     | Sanche-Guillaume duc de Gascogne (1009-1032)                     | Sanche-Guillaume duc de Gascogne (1009-1032) | Sanche-Guillaume duc de Gascogne (1009-1032) |  |  | 2) Brisque de Gascogne († 1018) | 2) Brisque de Gascogne († 1018) | 2) Brisque de Gascogne († 1018)                                  | 2) Brisque de Gascogne († 1018)                                  | 2) Brisque de Gascogne († 1018)                                  | 2) Brisque de Gascogne († 1018)                                  |                                                                  |                                                                  | Guillaume V duc d'Aquitaine (995-1030) | Guillaume V duc d'Aquitaine (995-1030) | Guillaume V duc d'Aquitaine (995-1030)       | Guillaume V duc d'Aquitaine (995-1030)       | Guillaume V duc d'Aquitaine (995-1030)       | Guillaume V duc d'Aquitaine (995-1030)       |                                              |                                              | 1) Almodis de Limoges 3) Agnès de Bourgogne | 1) Almodis de Limoges 3) Agnès de Bourgogne | 1) Almodis de Limoges 3) Agnès de Bourgogne   | 1) Almodis de Limoges 3) Agnès de Bourgogne   | 1) Almodis de Limoges 3) Agnès de Bourgogne   | 1) Almodis de Limoges 3) Agnès de Bourgogne   |                                               |                                               |  |  |                                                                            |                                                                            |                                                                            |                                                                            |                                                                            |                                                                            |
|                                              |                                              |                                              |                                              |                                              |                                              |                                                                  |                                                                  |                                                                  |                                                                  |                                                                  |                                                                  |                                              |                                              |  |  |                                 |                                 |                                                                  |                                                                  |                                                                  |                                                                  |                                                                  |                                                                  |                                        |                                        |                                              |                                              |                                              |                                              |                                              |                                              |                                             |                                             |                                               |                                               |                                               |                                               |                                               |                                               |  |  |                                                                            |                                                                            |                                                                            |                                                                            |                                                                            |                                                                            |
|                                              |                                              |                                              |                                              |                                              |                                              |                                                                  |                                                                  |                                                                  |                                                                  |                                                                  |                                                                  |                                              |                                              |  |  |                                 |                                 |                                                                  |                                                                  |                                                                  |                                                                  |                                                                  |                                                                  |                                        |                                        |                                              |                                              |                                              |                                              |                                              |                                              |                                             |                                             |                                               |                                               |                                               |                                               |                                               |                                               |  |  |                                                                            |                                                                            |                                                                            |                                                                            |                                                                            |                                                                            |
|                                              |                                              |                                              |                                              |                                              |                                              | (2) Adalaïs de Gascogne († avant 1039) ép. Géraud Ier d'Armagnac | (2) Adalaïs de Gascogne († avant 1039) ép. Géraud Ier d'Armagnac | (2) Adalaïs de Gascogne († avant 1039) ép. Géraud Ier d'Armagnac | (2) Adalaïs de Gascogne († avant 1039) ép. Géraud Ier d'Armagnac | (2) Adalaïs de Gascogne († avant 1039) ép. Géraud Ier d'Armagnac | (2) Adalaïs de Gascogne († avant 1039) ép. Géraud Ier d'Armagnac |                                              |                                              |  |  |                                 |                                 | (2) Odon duc de Gascogne (1032-1039) duc d'Aquitaine (1038-1039) | (2) Odon duc de Gascogne (1032-1039) duc d'Aquitaine (1038-1039) | (2) Odon duc de Gascogne (1032-1039) duc d'Aquitaine (1038-1039) | (2) Odon duc de Gascogne (1032-1039) duc d'Aquitaine (1038-1039) | (2) Odon duc de Gascogne (1032-1039) duc d'Aquitaine (1038-1039) | (2) Odon duc de Gascogne (1032-1039) duc d'Aquitaine (1038-1039) |                                        |                                        | (1) Guillaume VI duc d'Aquitaine (1030-1038) | (1) Guillaume VI duc d'Aquitaine (1030-1038) | (1) Guillaume VI duc d'Aquitaine (1030-1038) | (1) Guillaume VI duc d'Aquitaine (1030-1038) | (1) Guillaume VI duc d'Aquitaine (1030-1038) | (1) Guillaume VI duc d'Aquitaine (1030-1038) |                                             |                                             | (3) Guillaume VII duc d'Aquitaine (1039-1058) | (3) Guillaume VII duc d'Aquitaine (1039-1058) | (3) Guillaume VII duc d'Aquitaine (1039-1058) | (3) Guillaume VII duc d'Aquitaine (1039-1058) | (3) Guillaume VII duc d'Aquitaine (1039-1058) | (3) Guillaume VII duc d'Aquitaine (1039-1058) |  |  | (3) Guillaume VIII duc d'Aquitaine (1058-1086) duc de Gascogne (1063-1086) | (3) Guillaume VIII duc d'Aquitaine (1058-1086) duc de Gascogne (1063-1086) | (3) Guillaume VIII duc d'Aquitaine (1058-1086) duc de Gascogne (1063-1086) | (3) Guillaume VIII duc d'Aquitaine (1058-1086) duc de Gascogne (1063-1086) | (3) Guillaume VIII duc d'Aquitaine (1058-1086) duc de Gascogne (1063-1086) | (3) Guillaume VIII duc d'Aquitaine (1058-1086) duc de Gascogne (1063-1086) |
|                                              |                                              |                                              |                                              |                                              |                                              | (2) Adalaïs de Gascogne († avant 1039) ép. Géraud Ier d'Armagnac | (2) Adalaïs de Gascogne († avant 1039) ép. Géraud Ier d'Armagnac | (2) Adalaïs de Gascogne († avant 1039) ép. Géraud Ier d'Armagnac | (2) Adalaïs de Gascogne († avant 1039) ép. Géraud Ier d'Armagnac | (2) Adalaïs de Gascogne († avant 1039) ép. Géraud Ier d'Armagnac | (2) Adalaïs de Gascogne († avant 1039) ép. Géraud Ier d'Armagnac |                                              |                                              |  |  |                                 |                                 | (2) Odon duc de Gascogne (1032-1039) duc d'Aquitaine (1038-1039) | (2) Odon duc de Gascogne (1032-1039) duc d'Aquitaine (1038-1039) | (2) Odon duc de Gascogne (1032-1039) duc d'Aquitaine (1038-1039) | (2) Odon duc de Gascogne (1032-1039) duc d'Aquitaine (1038-1039) | (2) Odon duc de Gascogne (1032-1039) duc d'Aquitaine (1038-1039) | (2) Odon duc de Gascogne (1032-1039) duc d'Aquitaine (1038-1039) |                                        |                                        | (1) Guillaume VI duc d'Aquitaine (1030-1038) | (1) Guillaume VI duc d'Aquitaine (1030-1038) | (1) Guillaume VI duc d'Aquitaine (1030-1038) | (1) Guillaume VI duc d'Aquitaine (1030-1038) | (1) Guillaume VI duc d'Aquitaine (1030-1038) | (1) Guillaume VI duc d'Aquitaine (1030-1038) |                                             |                                             | (3) Guillaume VII duc d'Aquitaine (1039-1058) | (3) Guillaume VII duc d'Aquitaine (1039-1058) | (3) Guillaume VII duc d'Aquitaine (1039-1058) | (3) Guillaume VII duc d'Aquitaine (1039-1058) | (3) Guillaume VII duc d'Aquitaine (1039-1058) | (3) Guillaume VII duc d'Aquitaine (1039-1058) |  |  | (3) Guillaume VIII duc d'Aquitaine (1058-1086) duc de Gascogne (1063-1086) | (3) Guillaume VIII duc d'Aquitaine (1058-1086) duc de Gascogne (1063-1086) | (3) Guillaume VIII duc d'Aquitaine (1058-1086) duc de Gascogne (1063-1086) | (3) Guillaume VIII duc d'Aquitaine (1058-1086) duc de Gascogne (1063-1086) | (3) Guillaume VIII duc d'Aquitaine (1058-1086) duc de Gascogne (1063-1086) | (3) Guillaume VIII duc d'Aquitaine (1058-1086) duc de Gascogne (1063-1086) |
|                                              |                                              |                                              |                                              |                                              |                                              | Bernard comte d'Armagnac (1011-1063) duc de Gascogne (1039-1063) |                                                                  |                                                                  |                                                                  |                                                                  |                                                                  |                                              |                                              |  |  |                                 |                                 |                                                                  |                                                                  |                                                                  |                                                                  |                                                                  |                                                                  |                                        |                                        |                                              |                                              |                                              |                                              |                                              |                                              |                                             |                                             |                                               |                                               |                                               |                                               |                                               |                                               |  |  |                                                                            |                                                                            |                                                                            |                                                                            |                                                                            |                                                                            |

## Source
- Jean-Justin Monlezun, Histoire de la Gascogne depuis les temps les plus reculés jusqu'à nos jours, Auch, J.-A. Portes : [puis] Brun, 1846-1850 [détail de l’édition] (OCLC 7020501).